# Jean Vigo
Pour les articles homonymes, voir Vigo.
Jean Vigo, né le 26 avril 1905 à Paris et mort le 5 octobre 1934 à Paris, est un réalisateur français.

## Biographie
Jean Vigo, né en 1905 à Paris, est le fils de l'anarchiste Eugène Bonaventure Vigo, dit Miguel Almereyda, directeur des journaux La Guerre sociale et Le Bonnet rouge. Acquis aux idées pacifistes après avoir mesuré les horreurs de la guerre, ce dernier est arrêté en 1917 et incarcéré à la prison de Fresnes, où il est retrouvé mort, étranglé avec son lacet de chaussure dans des circonstances troubles,.
Âgé de 12 ans, Jean Vigo doit être scolarisé sous un nom d’emprunt. Il est pris en charge par son grand-père par alliance Gabriel Aubès, photographe à Montpellier, qui l'initie aux images,.

Jean Vigo se marie avec Lydu Lozinska ; en 1931, il a une fille unique, Luce, qui racontera la rencontre de ses parents et parlera de la mort de son père : 

« Ils s'étaient connus à Font-Romeu — la Cerdagne et l'Andorre sont en effet le berceau de ma famille paternelle — pour respirer le bon air pur de la montagne et se soigner... Mon père, de santé fragile comme ma mère d'ailleurs — ils avaient tous les deux la tuberculose — est décédé quand j'avais 3 ans. J'ai perdu maman, d'origine polonaise, à l'âge de 8 ans. »

À partir de 1932, il est proche du Parti communiste et il devient membre de l'Association des écrivains et artistes révolutionnaires (AEAR).

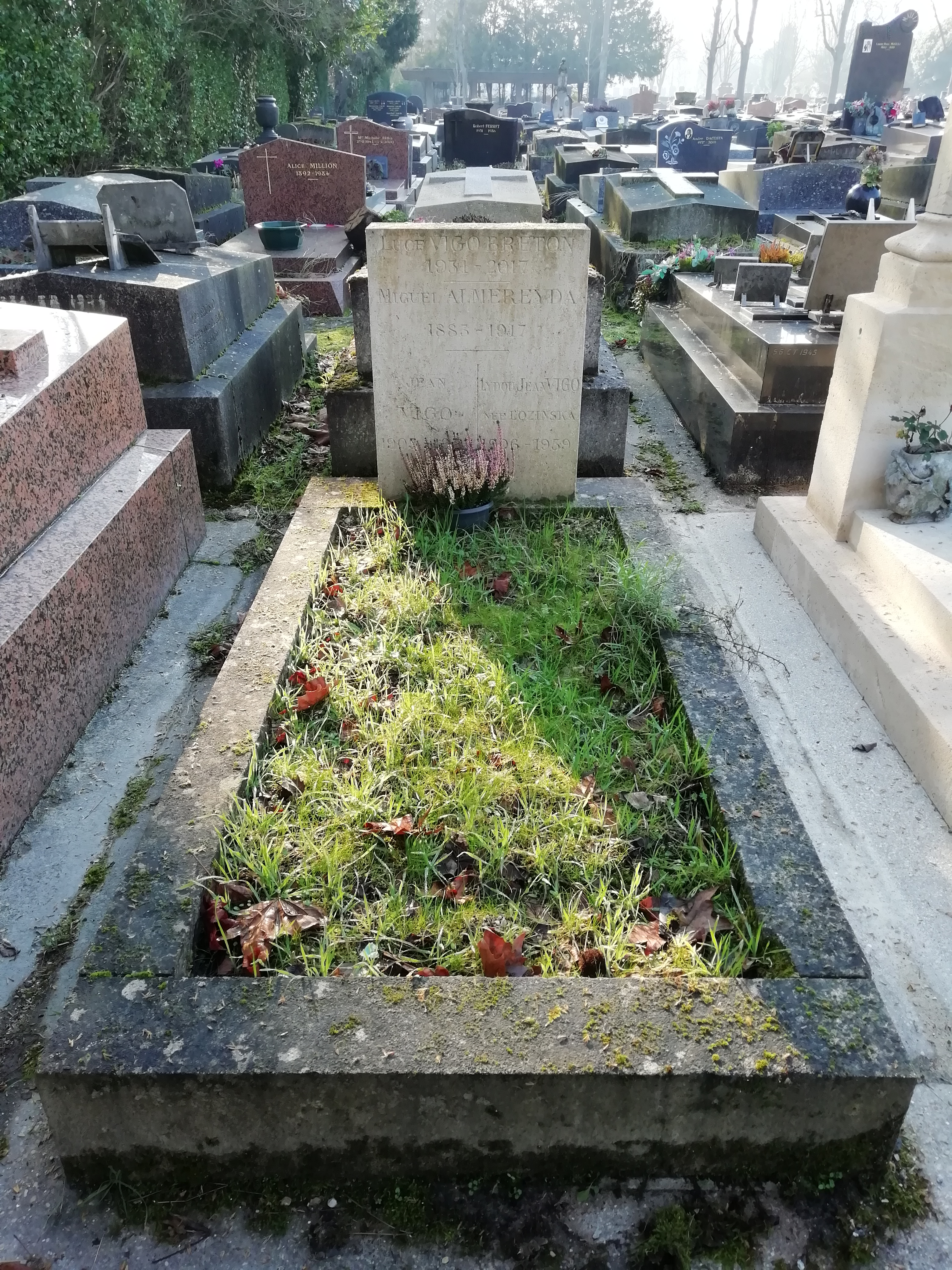
Tombe de Jean Vigo au cimetière parisien de Bagneux (division 29).

Tuberculeux, il meurt de septicémie en 1934 à l'âge de vingt-neuf ans, à Paris. Il est enterré au cimetière parisien de Bagneux (division 29).

## Réception critique et postérité
Jean Vigo est connu pour deux films, Zéro de conduite (1933) et L'Atalante (1934).
Auparavant, il avait aussi été l'auteur de À propos de Nice (1929), avec Boris Kaufman, un film muet examinant les inégalités sociales du Nice des années 1920, — sous-titré « point de vue documenté » — et qu'il qualifie lui-même de « brouillon » pour un « cinéma social ». Puis, il avait tourné Taris, roi de l'eau (ou La Natation par Jean Taris, 1931), un court-métrage sur le nageur Jean Taris, avec notamment des prises de vues subaquatiques.
Considéré comme « anti-français », son court métrage Zéro de conduite,  est censuré à sa sortie. Il n'est autorisé de projection qu'en 1946. L'Atalante sort dans une version tronquée, sous le titre Le Chaland qui passe. Il est partiellement reconstitué en 1946. 
Jean Vigo a écrit quelques scripts pour des projets de films non réalisés : Le Tennis, Anneaux, La Camargue, le Métro, Lourdes, Au café, Lignes de la main, Chauvinisme.
Parmi les premiers spectateurs de ses films se trouve François Truffaut, qui dit lui devoir son regard.

## Prix Jean-Vigo
En 1951 est créé en son honneur le prix Jean-Vigo, qui distingue souvent de jeunes réalisateurs.
En 2007, le Festival Punto de Vista (es), en Espagne, récompensera le meilleur réalisateur de sa compétition internationale avec le premier prix Jean-Vigo espagnol.

## Filmographie
Courts métrages :
- 1930 : À propos de Nice (documentaire)
- 1931 : La Natation par Jean Taris ou Taris, roi de l'eau (documentaire)
- 1933 : Zéro de conduite

Longs métrages :
- 1934 : L'Atalante

## Hommages
- Le film Les Carabiniers de Jean-Luc Godard (1963) lui est dédié.
- Dans Le Dernier Tango à Paris, de Bernardo Bertolucci, quand Jeanne tourne la scène sur le canal, elle jette une bouée marquée L'Atalante à l’eau.
- Dans La Nuit américaine de François Truffaut, un plan montre une plaque de rue Jean Vigo à Nice.
- Un lycée de Millau porte son nom.
- Un collège d'Épinay-sur-Seine porte son nom.
- Rue Jean-Vigo à Nice, Bourges, Chartres, et Thionville, promenade Jean-Vigo à Paris.
- Une salle de spectacles, à Nice, porte son nom.
- La salle de projection de la médiathèque Fellini de Montpellier porte son nom.
- Cinéma L'Atalante à Maisons-Laffitte et à Bayonne (art et essai).
- Cinéma Jean-Vigo à Gennevilliers et à Bordeaux (de 1981 à 2008).
- L’Institut Jean-Vigo de Perpignan.
- Random Jean Vigo, chanson du groupe Pryapisme.
- Vigo, histoire d'une passion, un film franco-britannique réalisé par Julien Temple (1999) avec James Frain dans le rôle de Jean Vigo.
- Intégrale Jean Vigo, ressorties en salle le 2 décembre 2020.
- Le film La Chasse aux papillons d'Otar Iosseliani s'ouvre par une séquence d'une péniche baptisée L'Atalante s'engageant sous un pont.

### Documentaire
- Jean Vigo de Jacques Rozier, coll. « Cinéastes de notre temps », 1964

#### Films
- Zéro de conduite et À propos de Nice en téléchargement gratuit sur Internet Archive